# Mammut (Gattung)
Mammut ist eine ausgestorbene Gattung aus der Familie der Mammutidae innerhalb der Ordnung der Rüsseltiere. Sie kam hauptsächlich in Nordamerika vor, wo sie vom Oberen Miozän vor etwa neun Millionen Jahren bis in das ausgehende Pleistozän vor rund 11.000 Jahren nachweisbar ist. Ihr bekanntester Vertreter ist das Amerikanische Mastodon. Einzelne Arten wurden auch für Eurasien berichtet, doch ist ihre eindeutige Zuordnung zu Mammut nicht ganz zweifelsfrei. Sofern dies zutrifft, starben diese Vertreter der Gattung bereits im Übergang vom Pliozän zum Pleistozän aus.
Es handelt sich bei den Vertretern der Gattung Mammut um große Angehörige der Rüsseltiere, denen ein langgestreckter Körper und langer Schädel zu eigen war. Stoßzähne kamen weitgehend nur im oberen Gebiss vor und verliefen entweder gerade oder nach oben gekrümmt. Die unteren Stoßzähne hatten sich zurückentwickelt, kamen manchmal aber noch als rudimentäre Bildungen vor. Die hinteren Zähne zeichneten sich durch scharfkantige, querstehende Leisten aus. Alle Angehörigen der Gattung Mammut lebten weitgehend in Wäldern und ernährten sich überwiegend von weicher Pflanzenkost wie Blättern, Nadeln und Zweigen. Möglicherweise bildeten sie bereits, ähnlich den heutigen Elefanten, kleinere Familiengruppen.
Als Gattungsname wurde Mammut bereits im Jahr 1799 wissenschaftlich eingeführt, er setzte sich aber erst etwa Mitte des 20. Jahrhunderts durch. Zuvor führten die meisten Wissenschaftler die Vertreter der Gattung unter der Bezeichnung „Mastodon“, die jedoch ungültig ist. Häufig wird der wissenschaftliche Name Mammut als Angehöriger der Mammutiden mit dem umgangssprachlichen Ausdruck Mammut verwechselt. Dieser bezieht sich allerdings auf die Gattung Mammuthus, die wiederum mit den Elefanten näher verwandt ist und damit zu einer anderen Entwicklungslinie innerhalb der Rüsseltiere gehört.

## Merkmale
Mammut war ein großer Vertreter der Rüsseltiere. Äußerlich ähnelte er den heutigen Elefanten. Allerdings war er im Gesamthabitus niedriger, der Rücken zeigte sich langgestreckter und die Gliedmaßen waren kräftiger gebaut. Für das weitgehend vollständige Skelett des sogenannten „Warren-Mastodons“ vom Hudson River im US-Bundesstaat New York, einem Angehörigen des Amerikanischen Mastodons (Mammut americanum), wird eine Gesamtlänge von 455 cm und eine Schulterhöhe von 278 cm angegeben. Das vermutete Körpergewicht lag bei 7,8 t, was auf vergleichenden Körpergrößenberechnungen anhand des rund 106 cm langen Oberschenkelknochens basiert. Weitere Femora anderer Individuen mit Längen zwischen 98 und 122 cm ergaben Gewichtswerte von 3,6 bis 11 t und eine maximale Körperhöhe von 325 cm. Deutlich größer wurde die Art Mammut borsoni, deren Oberschenkelknochen bis zu 150 cm erreichte, was wiederum zu einer Schulterhöhe von 410 cm und zu einem Körpergewicht von 16 t führt. Sie gehört damit zu den größten bekannten Vertretern der Rüsseltiere.

Schädel von Mammut americanum

Der Schädel war langgestreckt, ähnlich wie bei Zygolophodon, aber abweichend von diesem stärker aufgewölbt, so dass er als dom- oder kuppelartig angesehen werden kann. Er wies aber nicht die enorme Höhe auf, wie es bei den heutigen Elefanten der Fall ist. Abweichend von anderen Mammutiden besaß Mammut nur obere Stoßzähne, die deutlich auseinanderstanden und entweder weitgehend gerade verliefen oder nach oben gebogen waren. Beim „Warren-Mastodon“ erreichten die oberen Stoßzähne über die Krümmung gemessen eine Länge von 262 cm, davon steckten rund 60 cm, also knapp ein Viertel, in den kräftigen Alveolen. Für andere Skelettindividuen wird die Länge der Stoßzähne mit 200 bis 290 cm bei einem Durchmesser von 19 bis 22 cm und einem vermuteten Gewicht zwischen 56 und 88 kg angegeben. Bedingt durch die Konfiguration des Schädels verließen die Stoßzähne die Alveolen in einer nahezu horizontalen Lage, während sie bei den Elefanten mit ihren wesentlich gestauchteren Schädeln fast senkrecht nach unten austreten. Die horizontale Lage der oberen Stoßzähne trifft auch auf Zygolophodon zu, jedoch nahmen sie folgend einen abwärts gebogenen Verlauf. Zusätzlich kam hier ein schmales Zahnschmelzband an der Außenseite vor, welches wiederum bei Mammut fehlte. Im Unterkiefer von Mammut kamen nur selten Stoßzähne vor, die – sofern sie auftraten – klein beziehungsweise nur rudimentär waren. Durch das weitgehende Fehlen der unteren Stoßzähne hatten sich auch deren Alveolen zurückgebildet, die ursprünglich seitlich an der Symphyse des Unterkiefers lagen. Dies führte wiederum zu einer Kürzung der Symphyse selbst, wodurch Mammut einen kurzschnauzigen (brevirostrinen) Charakter erhielt. Abweichend dazu verfügte Zygolophodon noch über kräftige untere Stoßzähne. Die dadurch lange Unterkiefersymphyse gab ihm eine langschnauzige (longirostrine) Erscheinung.

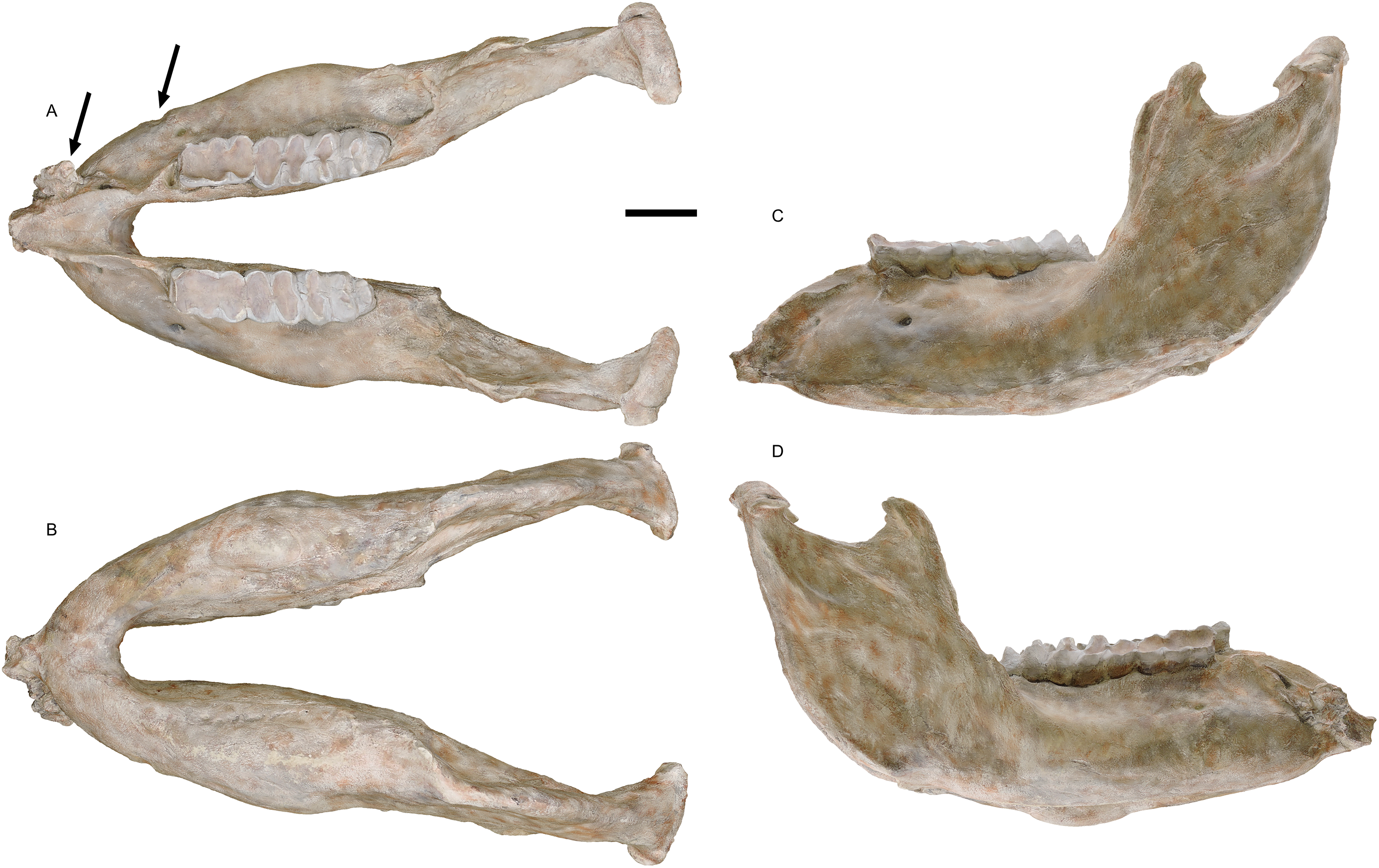
Unterkiefer von Mammut pacificus

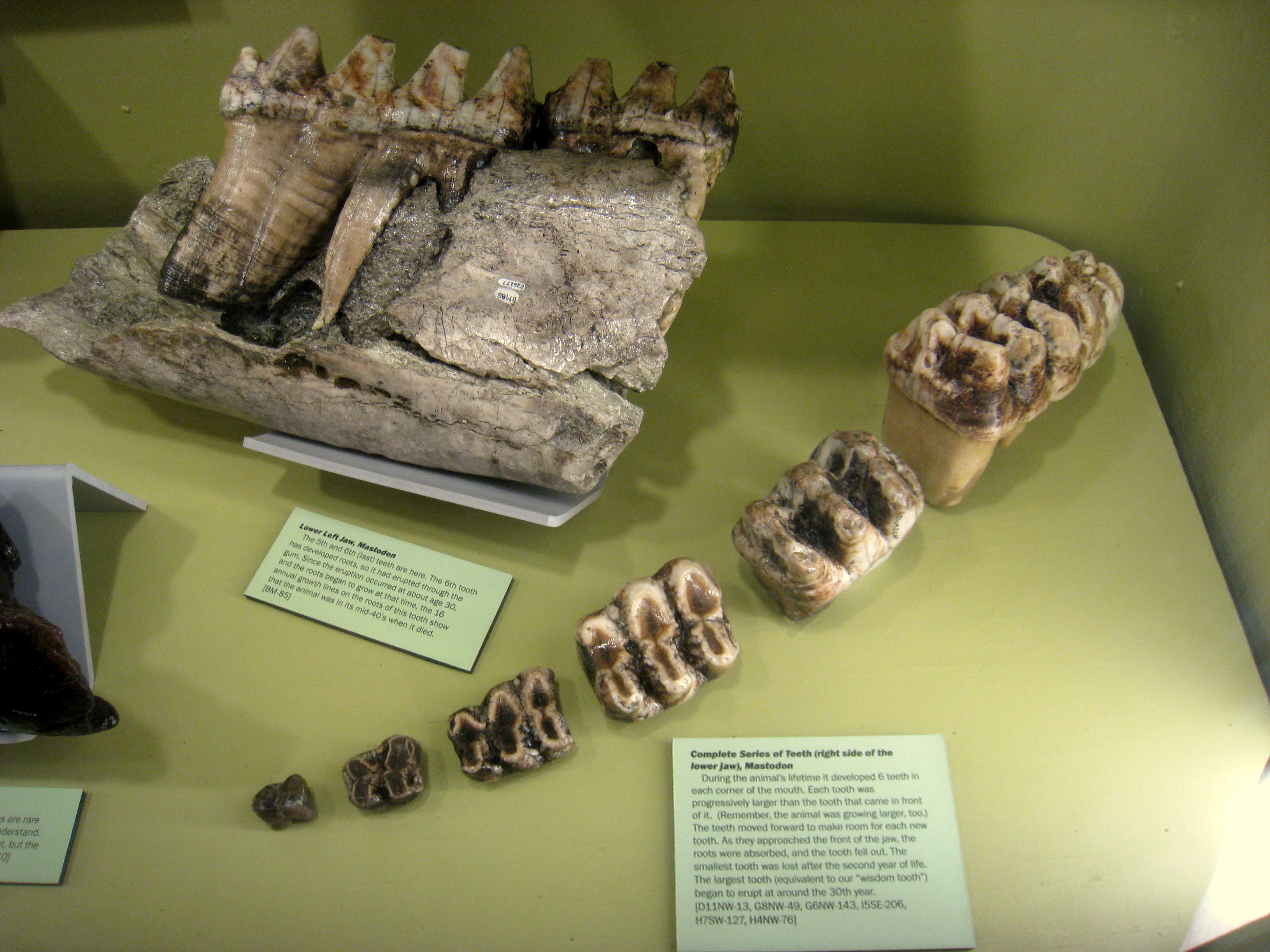
Zähne von Mammut americanum, oben: Unterkieferfragment mit zwei Zähnen und dem typisch zygodonten Zahnmuster, unten: vollständige Zahnserie (von links nach rechts: 2. bis 4. Prämolar, 1. bis 3. Molar) mit deutlich sichtbarer Zunahme der Leistenanzahl und der Gesamtgröße

Im weiteren Gebissaufbau zeigt Mammut einzelne Merkmale, die die Gattung mit stammesgeschichtlich moderneren Rüsseltieren wie den Gomphotherien und Elefanten verbindet. Hierzu gehört der horizontale Zahnwechsel, bei dem sich im hinteren Abschnitt des Kiefers beständig neues Zahnmaterial bildet, während die voranliegenden Zähne durch die Nahrungsaufnahme abgekaut werden. Dadurch befinden sich jeweils nur wenige Zähne zur gleichen Zeit in Funktion, abweichend vom vertikalen Zahnwechsel der meisten anderen Säugetiere, bei dem alle Zähne gleichzeitig in Kauposition gebracht werden. Ähnlich den heutigen Elefanten konnte Mammut dadurch sechs Zahngenerationen ausbilden. Das Gebiss setzte sich somit aus je drei (Milch)-Prämolaren und drei Molaren je Kieferbogen zusammen. Die Zahnformel wird häufig mit {\displaystyle {\frac {1.0.(3).3.}{0.0.(3).3.}}} angegeben. Im Zahnbau lassen sich jedoch deutliche Unterschiede zu den anderen Rüsseltiergruppen aufzeigen. Mammut besaß – wie andere Mammutiden – deutlich zygodonte bis zygolophodonte Zähne. Hierbei waren auf der Kauoberfläche quergestellte Leisten ausgebildet, die sich zwischen gegenständigen Höckerchen geformt hatten. In der Regel teilte eine Längsrille die Leisten in je zwei Halbleisten. Zwischen den einzelnen Leisten bestanden markante Eintiefungen, so dass die gesamte Zahnstruktur dachartig wirkte. Bei den Gomphotherien mit ihrem bunodonten Zahnaufbau verstellten zusätzliche Höckerchen die Längsrille und vor allem die Quertäler, wodurch ein unregelmäßigeres Oberflächenmuster entstand. Die Elefanten hingegen haben einen lamellenartigen Zahnaufbau. Bei Mammut waren die Leisten auf den oberen Zähnen senkrecht zur Zahnlängsachse orientiert, auf den unteren standen sie in einem leichten Winkel schräg dazu. Die Prämolaren und Molaren unterschieden sich durch die Anzahl der quergestellten Leisten. In der Regel wiesen die beiden vorderen Prämolaren nur zwei Leisten auf, waren also bilophodont. Der dritte Prämolar und die ersten beiden Molaren hatten jeweils drei Leisten, was als trilophodont bezeichnet wird. Der jeweils letzte Molar besaß wiederum vier, manchmal auch mehr Leisten, hinzu kam ein kräftiges Cingulum am Zahnende, also ein markanter Zahnschmelzwulst. Durch die Zunahme der Leistenanzahl nahm die Zahngröße vom vordersten Prämolar zum letzten Molar an Größe zu. Ersterer maß im Durchschnitt 3,3 cm in der Länge, letzterer konnte bis zu 19 cm lang werden. Gegenüber Zygolophodon kam es bei Mammut zu einer deutlichen Zunahme der Höhe der Zahnkrone und einer Verbreiterung der Zähne.
Im postcranialen Skelettbau glichen sich die meisten großen Rüsseltiere, so dass hier nur wenige Besonderheiten auftreten. Die Gliedmaßenknochen waren allgemein schwer und massiv gebaut mit den Oberarm- und Oberschenkelknochen als größten Elementen. Die Elle zeichnete sich vor allem an ihrem unteren Ende als überaus kräftig aus und trug so wohl den Großteil des Gewichtes des Vorderbeins. Schien- und Wadenbein waren vollständig voneinander getrennt, letzteres lief in einem flachen, aber seitlich ausladenden unteren Gelenkende aus. Hand und Fuß bestanden wie bei allen Rüsseltieren jeweils aus fünf Strahlen. Die einzelnen Knochen hatten einen kurzen und kompakten Bau, der Fuß war aber insgesamt schmaler als die Hand.

## Verbreitung
Die Gattung Mammut war sowohl in Nordamerika als auch in Eurasien verbreitet. Letzteres ist allerdings nicht ganz eindeutig, da einzelne Wissenschaftler die eurasischen Funde teilweise oder vollständig zu Zygolophodon stellen. In Nordamerika waren die Tiere vom hohen Norden, dem heutigen Alaska und dem Yukon-Territorium, bis nach Süden in das heutige Mexiko verbreitet. Ein Großteil der Funde konzentriert sich dort im nordöstlichen und zentralen Landesteil. Als südlichster Fundpunkt wurde ein Mahlzahn aus dem nördlichen Honduras angegeben, dessen stratigraphische Herkunft aber unklar bleibt. Abweichend zu einigen Vertretern der etwa zeitgleichen Gomphotherien erreichte Mammut nie Südamerika. Im zentralen Nordamerika war Mammut von der Ostküste bis zur Westküste verbreitet. Eine starke Fundkonzentration liegt im Bereich der Großen Seen und im heutigen Florida. Ungeachtet der weiten Verbreitung von Mammut bestehen starke zeitliche Unterschiede. Ein Großteil der Funde stammt aus der Zeit der letzten Kaltzeit und verteilt sich auf die beiden Arten Mammut americanum und Mammut pacificus. Sie schließen auch einige sehr gut erhaltene Skelette ein. Dagegen sind ältere Nachweise und vor allem solche aus der stammesgeschichtlichen Frühzeit eher locker gestreut und stärker fragmentarisch überliefert.
Ein Schwerpunkt der Verteilung in Eurasien bildet der östliche und südöstliche Teil von Europa, hauptsächlich vom heutigen Griechenland nordwärts bis in die Ukraine. Sehr weit westlich gelegene Fundgebiete wurden aus Spanien berichtet, im zentralen Europa ist die Gattung eher sporadisch anzutreffen. Östliche Nachweise reichen über Vorderasien bis nach Ostasien, beschränken sich bisher aber nur auf wenige Funde.

## Paläobiologie

### Ernährungsweise
Informationen zur Paläobiologie der Mammutiden allgemein und der Gattung Mammut speziell liegen überwiegend für das Amerikanische Mastodon vor, das als terminale Form der Rüsseltierlinie noch bis in das ausgehende Pleistozän vorkam. Die verschiedenen Vertreter von Mammut ernährten sich überwiegend von weicher Pflanzenkost und bevorzugten daher Blätter, Zweige und ähnliches. Anatomisch lässt sich dies aus dem zygodonten bis zygolophodonten Bau der Molaren ableiten, die mit ihren quergestellten Leisten und tiefen Tälern dazwischen ausgesprochen gut an diese Nahrung angepasst waren. Darüber hinaus wird dies durch erhaltene Pflanzenreste an den Zähnen beziehungsweise in Koprolithen und Mageninhalten sowie durch Isotopenanalysen beim Amerikanischen Mastodon bestätigt. Das häufige Auffinden von Skelettresten in der Nähe ehemaliger Gewässer macht wiederum eine Abhängigkeit der Tiere von Wasser wahrscheinlich, wie es auch bei den heutigen Elefanten besteht. Vor allem in der Spätphase der stammesgeschichtlichen Entwicklung kam Mammut in Nordamerika zeitgleich mit verschiedenen Angehörigen der Elefanten vor, hierzu zählen das Präriemammut (Mammuthus columbi) und das Wollhaarmammut (Mammuthus primigenius). Diese zeichnen sich vor allem durch eine grasbasierte Nahrung aus. Die unterschiedlichen Ernährungsweisen, aber auch Pollenanalysen an verschiedenen Fundstellen zeigen, dass die Vertreter beider Rüsseltierlinien abweichende Lebensräume nutzten und so unnötige Konkurrenz vermieden. Für Mammut sprechen daher Wälder als bevorzugte Habitate, für die nordamerikanischen Elefanten offene Landschaften.

### Sozialverhalten
Fragen zur Sozialbiologie sind weitaus schwerer zu beantworten, da ein direkter Vergleich mit heutigen Elefanten problematisch erscheint. Allerdings ist beim Amerikanischen Mastodon ein Sexualdimorphismus belegt, der unter anderem den Unterkiefer betrifft. Häufig haben männliche Individuen massivere Unterkiefer. Die teilweise vorkommenden kleinen unteren Stoßzähne sind allerdings nach einzelnen Analysen kein exklusives Merkmal der männlichen Tiere, sondern kommen bei beiden Geschlechtern vor. Daneben lassen sich auch Wachstums- und Größenunterschiede in den oberen Stoßzähnen sexualspezifisch erklären. Heutige Elefanten zeigen einen markanten Geschlechtsunterschied. Dieser ist auf die soziale Lebensweise mit starker hierarchischer Gliederung zurückzuführen. Bei einigen Stoßzähnen weiblicher Tiere sind Wachstumsanomalien feststellbar, die alle drei bis vier Jahre die ansonsten kontinuierliche Größenzunahme unterbrechen. Dies könnte etwa mit periodisch auftretenden Mineralengpässen erklärt werden, die beispielsweise bei der Versorgung des Nachwuchses mit Muttermilch entstehen. Das Geburtsintervall bei rezenten weiblichen Elefanten liegt bei vier bis acht Jahren und entspricht so den Wachstumsintervallen bei den weiblichen Vertretern des Amerikanischen Mastodon. Ebenso korrespondiert das erste Einsetzen der Wachstumsanomalien bei diesen mit einem Individualalter von rund zehn Jahren mit der Geschlechtsreife junger weiblicher und männlicher Elefanten.
Bei einigen Skelettfunden des Amerikanischen Mastodon lassen sich Rippenbrüche und ähnliches nachweisen, die teilweise den Tod des Individuum verursachten. Weiteren Analysen zufolge starben die Tiere häufig im Frühjahr. Eine solche jahreszeitbezogene Sterblichkeit könnte mit Rangkämpfen unter männlichen Tieren während der Fortpflanzungsphase einhergehen. Die Fortpflanzung bei den Bullen heutiger Elefanten wird über die Musth gesteuert, deren äußeres Kennzeichen ein Sekretfluss aus der Temporaldrüse darstellt. Aufgrund fehlender Weichteilüberlieferung ist jedoch unbekannt, ob diese auch bei den Mammutiden vorkam. Einige Autoren gehen daher davon aus, dass Mammut ähnlich den rezenten Elefanten in Sozialverbänden lebten, die als kleinste Einheit aus Mutter-Jungtiergruppen bestanden. Möglicherweise schlossen diese sich wieder zu größeren Herden zusammen. Ebenso könnte das Wanderungsverhalten männlicher Individuen vergleichbar zu den heutigen Elefanten gewesen sein, was sich anhand von Isotopenanalysen an verschiedenen Wachstumsabschnitten der Stoßzähne des „Buesching-Mastodon“ aus dem US-Bundesstaat Indiana aufzeigen ließ. Hierbei ergaben sich Unterschiede zwischen den Jugendjahren (9 bis 14 Stoßzahnjahre) und dem Erwachsenenalter (29 bis 32 Stoßzahnjahre). Jungtiere, die höchstwahrscheinlich mit der mütterlichen Gruppe zogen, besaßen keine Präferenz bestimmter Landschaften. Als ausgewachsenes Individuum nahmen nicht nur die Wanderungsdistanzen zu, durchschnittlich 27 km im Monat, auch kam es zu einer deutlichen jahreszeitlichen Trennung bevorzugter Habitate, wobei wohl die frühjährlichen und sommerlichen Refugien der Fortpflanzung dienten.

### Fellbedeckung
Häufig werden einzelne Arten der Gattung Mammut mit einem dichten Fell rekonstruiert. Heutige landlebende Großsäugetiere wie die Elefanten, Nashörner und Flusspferde sind weitgehend unbehaart, was aus ihrer Verbreitung in warm- bis wärmerklimatischen Landschaften resultiert. Da ein Haarkleid die produzierte Körperwärme zu schlecht ableitet, ist der Verlust dieses hierbei eine Form der Thermoregulation, wodurch der Körper vor einer zu starken Überhitzung geschützt wird. Das dürfte auch für die meisten Vertreter der Gattung Mammut unter den damals günstigeren Klimabedingungen des Miozäns und Pliozäns zugetroffen haben. Allerdings kam das Amerikanische Mastodon im Pleistozän auch im hohen Norden Nordamerikas vor, war aber als ausgewiesener Blätterkonsument und Waldbewohner nicht an extreme kaltklimatische Verhältnisse angepasst. Von dieser Art liegt bisher lediglich ein eindeutiger Beleg von Haarresten vor. Sie wurden an der Milwaukee Mastodont Site nahe Milwaukee im US-amerikanischen Bundesstaat Wisconsin entdeckt und hafteten zusammen mit Hautresten an einigen Schädelfragmenten an. Die einzelnen Haare sind im Querschnitt hohl, abweichend von denen des Wollhaarmammuts.

## Systematik
Mammut ist eine Gattung aus der ausgestorbenen Familie der Mammutidae in der Ordnung der Rüsseltiere (Proboscidea). Aufgrund ihres trilophodonten (drei quergestellte Leisten) zweiten Molars stehen die Mammutidae innerhalb der Rüsseltiere in der übergeordneten Gruppe der Elephantiformes, die sich durch dieses Merkmal von den stammesgeschichtlich älteren Rüsseltieren mit bilophodonten Molaren (zwei quergestellte Leisten) absetzen. Letztere werden häufig als Plesielephantiformes zusammengefasst. Die frühen Elephantiformes beinhalten die beiden Gruppen der Mammutidae und der Gomphotheriidae, die etwa zeitgleich auftraten. Bedeutende Unterschiede zwischen den beiden Formengruppen finden sich unter anderem in ihrem Zahnbau. So weisen die Mammutiden zygodonte Molaren auf, während viele Gomphotherien über ein bunodontes Kauflächenmuster verfügen. Für beide Zahnmuster sind paarige Höckerreihen charakteristisch, die quer zur Längsachse der Molaren stehen und so die einzelnen Leisten bilden. In der Regel teilt eine Mittelfurche jede Leiste in zwei Halbleisten. Entlang der Mittelfurche sind häufig bei jeder Halbleiste kleinere Nebenhöcker ausgebildet. Im Gegensatz zu den bunodonten Zähnen der Gomphotherien stehen die Nebenhöcker bei den Mammutiden aber nicht frei, beziehungsweise ist der Zwischenraum zum Haupthöcker nicht durch weitere, wiederum kleinere Höckerchen gefüllt, vielmehr verbindet beide Höcker eine scharfe Schmelzleiste, wodurch ein durchgehender Grat entsteht.
Die Mammutidae sind im Vergleich zu den vielgestaltigen Gomphotherien eher formenarm, bis heute ist lediglich rund ein halbes Dutzend an Gattungen bekannt. Den ältesten eindeutigen Vertreter bildet Losodokodon aus dem Oberen Oligozän von Afrika. Mammut hingegen ist als das Endglied der stammesgeschichtlichen Entwicklung aufzufassen und stellt gleichzeitig den bekanntesten Angehörigen dar. Nach molekulargenetischen Untersuchungen trennten sich die Mammutiden von den Gomphotherien und somit von der zu den heutigen Elefanten (Elephantidae) führenden Entwicklungslinie im Oberen Oligozän vor rund 24 bis 28 Millionen Jahren ab. Zu einem ähnlichen Ergebnis kamen auch biochemische Untersuchungen anhand von Kollagen aus dem Jahr 2019. Hierbei stehen aber die Gomphotherien den Mammutiden vermutlich näher als den Elefanten. Genetische Untersuchungen aus dem Jahr 2021 verweisen die Gomphotherien jedoch wieder an die Seite der Elefanten.
Innerhalb der Mammutidae wird Mammut meist als nahe verwandt mit dem weit verbreiteten und über lange Zeit beständigen Zygolophodon eingestuft und als dessen Nachfolger angesehen. Im Gegensatz zu Mammut weist Zygolophodon einen langgestreckten (longirostrinen) Unterkiefer mit unteren Stoßzähnen auf. Möglicherweise bestehen aber auch enge Beziehungen zu Sinomammut, eine Form, die nur über einen Unterkiefer aus dem Oberen Miozän von Ostasien belegt ist. Dieser ist zwar auch langgestreckt, ihm fehlen aber die unteren Stoßzähne. Es kann dadurch angenommen werden, dass bei den Mammutidae die stammesgeschichtliche Entwicklung den Verlust der unteren Stoßzähne und nachfolgend Kürzungen im Symphysenbereich des Unterkiefers beinhaltete. Ähnliches ist auch von den Gomphotherien und den Elefanten bekannt.
Der Gattung Mammut werden mehrere Art zugewiesen:
- amerikanische Arten

- Mammut americanum (Kerr, 1792)
- Mammut cosoensis (Schultz, 1937)
- Mammut matthewi (Osborn, 1921)
- Mammut nevadanus (Stock, 1936)
- Mammut pacificus Dooley Jr., Scott, Green, Springer, Dooley & Smith, 2019
- Mammut raki (Frick, 1933)

- eurasische Arten

- Mammut borsoni Hays, 1834
- Mammut obliquelophus Mucha, 1980

Neben diesen Arten wurden noch weitere beschrieben. Hierzu zählen in Nordamerika etwa M. oregonense oder aber M. furlongi. Erstere basiert auf einem einzelnen Zahn und stellt möglicherweise ein Nomen dubium dar. Letzterer wiederum liegt ein Unterkiefer sowie ein oberer hinterer Molar zugrunde. Der Mahlzahn weist allerdings nur drei Leisten auf und repräsentiert dadurch wohl nicht die Gattung Mammut. Ein Teil der anerkannten Formen gehörte ursprünglich anderen Gattungen an, So wurden M. matthewi, M. nevadanus oder M. cosoensis zu Pliomastodon verwiesen, das aber höchstwahrscheinlich identisch mit Mammut ist. Andere Formen wie M. sellardsi, M. adamsi und M. vexillarius werden teilweise als synonym zu M. matthewi eingestuft, was aber zumindest für M. vexillarius nicht ganz eindeutig ist. Etwas problematisch gestaltet sich der Verweis der eurasischen Formen zur Gattung Mammut, da hier auch die Ansicht einer Zuordnung zu Zygolophodon besteht. Einige Autoren trennen darüber hinaus die miozänen Vertreter als Zygolophodon von den pliozänen als Mammut ab. Dies würde dann vor allem M. obliquelophus betreffen, während M. borsoni weiterhin in Mammut verbliebe. Eine teils als eigenständig angesehene Art namens M. praetypicum kann überdies als synonym zu M. obliquelophus betrachtet werden.

## Stammesgeschichte

### Ursprung und Entwicklung
Wie die meisten der größeren Rüsseltiergruppen entwickelten sich auch die Mammutiden in Afrika, wo sie mit Losodokodon seit dem Oberen Oligozän vor rund 27 Millionen Jahren nachweisbar sind. Die Entstehung einer Landbrücke nach Eurasien durch die Schließung des Tethys-Ozeans im beginnenden Unteren Miozän erlaubte es ihnen, sich weiter nach Norden auszubreiten. In der Regel werden die frühen eurasischen Funde Zygolophodon zugeordnet. Über die Beringbrücke erreichte Zygolophodon als einer der ersten Vertreter der Rüsseltiere auch den nordamerikanischen Kontinent. Der älteste Nachweis stammt mit einem fragmentierten Mahlzahn vom Massacre Lake im nordwestlichen Nevada und datiert mit 16,5 bis 16,4 Millionen Jahren in das Mittlere Miozän. Wesentlich umfangreicher ist das Material aus dem Pawnee Creek in Colorado, das mehrere Molaren und obere Stoßzähne von wenigstens drei Individuen umfasst. Es wird mit 16,3 bis 13,6 Millionen Jahren etwas jünger eingestuft. Ein vollständiger Schädel mit Unterkiefer stammt wiederum aus der Ironside-Formation im Baker County von Oregon. Der als „Hancock-Mastodon“ benannte Funde dürfte etwa 11,8 bis 11,5 Millionen Jahre alt sein. Als typisches Merkmal für Zygolophodon kommen sowohl oben als auch unten Stoßzähne vor, an denen ein Zahnschmelzband ausgebildet ist. Die hinteren Molaren verfügen wie die vorderen über drei Leisten.
Die ältesten Funde der Gattung Mammut in Nordamerika werden zumeist dem Oberen Miozän zugesprochen. Generell nehmen die Wissenschaftler eine Herleitung der Gattung aus Zygolophodon an. Ob die Entstehung in situ, also auf dem Kontinent, erfolgte oder eine erneute Einwanderung aus Eurasien stattfand, ist dabei in Diskussion. Bisher ließ sich der Übergang nur unzureichend nachvollziehen, da das Material dieser Zeit eher spärlich ist. Ein Unterkiefer aus Black Butte im Malheur County von Oregon lagerte in der Juntura-Formation, die ein zeitliches Äquivalent der Ironside-Formation darstellt und damit noch mittelmiozäner Altersstellung ist. Dadurch besteht eine relative Zeitgleichheit zum „Hancock-Mastodon“. Der Unterkiefer vom Black Butte wird „Mammut furlongi“ zugewiesen, dessen systematische Position aber unklar bleibt. Er besitzt eine ausgesprochen kurze Symphyse und lässt keine Hinweise auf Stoßzähne erkennen. Außerdem weist der hintere untere Molar vier Leisten auf, was alles an Mammut erinnert. Jedoch zeigt ein assoziierter oberer dritter Mahlzahn nur drei Leisten und nähert sich damit wieder Zygolophodon. Einen eindeutigen Vertreter der Gattung Mammut stellt Mammut matthewi dar. Beschrieben wurde die Form über einige Molaren aus der Thompson Quarry im Sioux County von Nebraska. Ein Teilschädel ist wiederum aus der Nähe von Hermiston im Morrow County von Oregon dokumentiert, dessen Stoßzähne allerdings verloren gegangen sind. Das Alter der Funde reicht von 9 bis 6 Millionen Jahren. Unter Hinzuziehung einiger Synonymformen könnte die Art aber auch bis in das Pliozän vor rund 3 Millionen Jahren bestanden haben, was zumindest für einen Schädel vom Elephant Hill im Fresno County von Kalifornien diskutiert wird. Im Gegensatz zu „Mammut furlongi“ verfügten hier alle hinteren Mahlzähne, sowohl im Ober- wie im Unterkiefer, über vier Leisten. Das Auftreten von Mammut matthewi im Oberen Miozän überschneidet sich mit Mammut nevadanus, von dem ein Schädel eines noch relativ jungen Individuums vom Thousand Creek in Nevada überliefert ist. Den oberen Stoßzähnen fehlte ein Zahnschmelzband. Am oberen hinteren Molar kamen aber bereits fünf Leisten vor, was eine sukzessive Zunahme der Komplexität der Mahlzähne anzeigt. Mit einer Zeitstellung von rund 4 Millionen Jahren und damit dem Pliozän angehörend ist Mammut raki bereits deutlich jünger. Bisher wurde ein Unterkiefer aus der Palomas-Formation in Truth or Consequences in New Mexico aufgefunden, an dem lediglich der hinterste Molar mit fünf Leisten erhalten blieb. Auffallend ist aber, dass noch die Alveolen für kleine Unterkieferstoßzähne ausgebildet waren. In den gleichen Zeitabschnitt fällt ein vorderer Schädelteil und ein Unterkiefer aus den Coso Mountains im Inyo County von Kalifornien. Sie werden Mammut cosoensis zugesprochen. Als Charakteristikum können hier die besonders schmalen Mahlzähne hervorgehoben werden, bei denen die jeweils letzten vier Leisten besaßen. Die oberen Stoßzähne krümmten sich nur leicht nach oben. Schädel und Unterkiefer gehören unterschiedlichen Individuen an, da letzterer noch Teile des Milchgebisses aufweist.
Ebenfalls in dem Zeitraum vor rund 4 bis 3 Millionen Jahren trat erstmals Mammut americanum, das Amerikanische Mastodon, auf. Die ältesten Funde in Form einzelner Wirbel, Stoßzähne und Zahnfragmente kamen in der Ringold-Formation im süd-zentralen Washington zu Tage. Sie waren assoziiert mit einer reichhaltigen Säugetierfauna, die Unpaarhufer, Paarhufer, Faultiere, Raubtiere, Insektenfresser und Nagetiere einschließt. Mammut pacificus hingegen ist erst im Verlauf des Mittleren Pleistozäns vor rund 190.000 Jahren fassbar. Einzelne Kieferfragmente sind hier etwa aus Murrieta im Riverside County in Kalifornien dokumentiert. Sowohl Mammut americanum als auch Mammut pacificus sind bis in das Obere Pleistozän belegt. Beide Arten repräsentieren unterschiedliche Entwicklungslinien. Für letztere sind besonders schmale Backenzähne, für erstere auffallend breite typisch. Die Herausformung des schmalzähnigen Mammut pacificus könnte sich hierbei über Mammut raki, Mammut nevadanus und Mammut cosoensis vollzogen haben, die jeweils über ähnliche Merkmale verfügten.

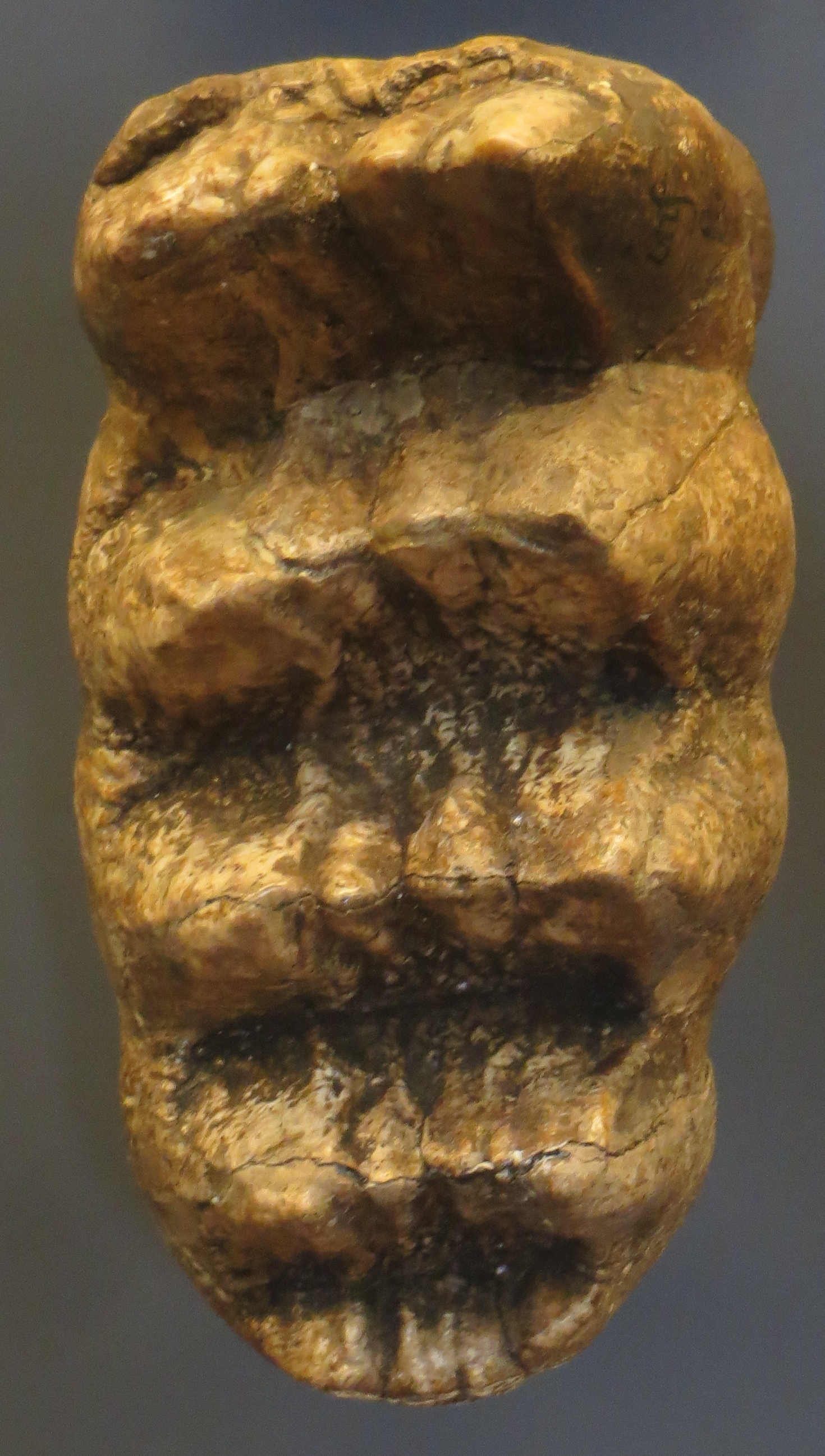
Backenzahn von Mammut borsoni

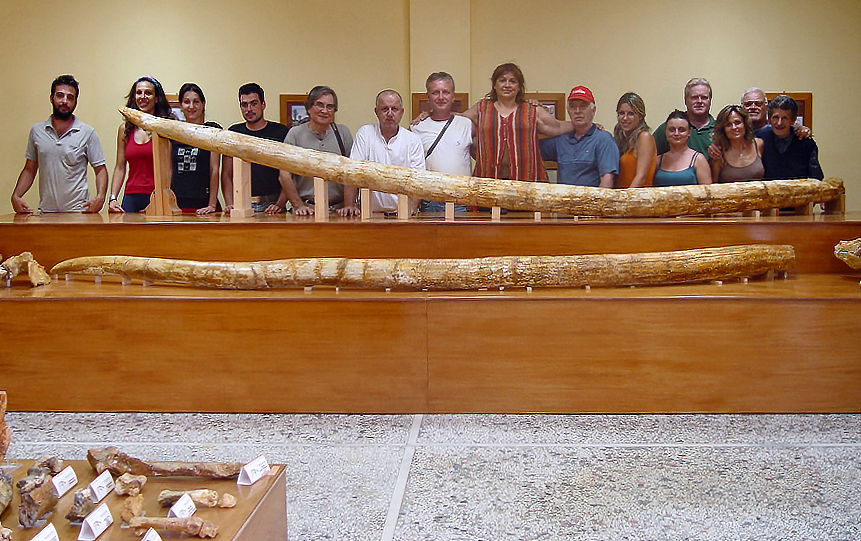
Stoßzahn von Mammut borsoni aus Milia, Griechenland

Unter Voraussetzung, dass eurasische Funde ebenfalls zu Mammut gestellt werden, trat die Gattung hier vergleichbar früh wie in Nordamerika auf. Als Ausgangsformen kommen Zygolophodon und Sinomammut in Betracht. Generell sind Funde von Mammut vergleichsweise selten und konzentrieren sich auf das östliche bis südöstliche Europa mit einzelnen Belegen aus dem zentralen und westlichen Europa sowie dem zentralen und östlichen Asien. Als ältester Vertreter kann Mammut obliquelophus angesehen werden. Die Form zeichnete sich durch eine recht lange Symphyse des Unterkiefers aus, an dem noch die Stoßzähne ausgebildet waren. Ersichtlich wird dies etwa am Typusfund der Art aus Romanovka in der Ukraine. Andere Funde wurden unter anderem aus Păgaia im nordwestlichen Rumänien berichtet. Die von hier stammenden Zähne zeigen am hintersten Molar vier Leisten. Im westlichen Asien kamen ein Backenzahn und zwei Stoßzähne aus Abkhareh rund 150 km nördlich der bedeutenden Fossillagerstätte Maragheh im Iran zum Vorschein. Genannt werden muss auch ein Schädel eines juvenilen Tieres sowie weitere Schädelteile und ein Unterkiefer aus dem Linxia-Becken in der nordchinesischen Provinz Shanxi, die die Anwesenheit der Art auch im östlichen Asien belegen. Die meisten Funde von Mammut obliquelophus datieren in das Obere Miozän vor etwa 8 bis 7 Millionen Jahren. Teilweise wird sie auch unter der 1918 eingeführten Bezeichnung Mammut praetypicum geführt, die aber heute aufgrund einer unscharfen Definition nicht mehr gebräuchlich ist. Im ausgehenden Miozän wurde Mammut obliquelophus durch Mammut borsoni ersetzt, welches dann hauptsächlich in Pliozän auftrat. In seiner Mahlzahnmorphologie glich es seinem Vorgänger, allerdings verkürzte sich die Unterkiefersymphyse merklich und übertraf nicht mehr die Länge der Molarenreihe. Die Unterkieferstoßzähne bildeten sich dadurch zurück. Als Besonderheit entwickelten die oberen Stoßzähne außerdem eine extrem lange und gerade verlaufende Form. Ein Teilskelett aus Milia im westlichen Makedonien besaß bis zu 500 cm lange und an der Basis 19 cm im Durchmesser große Stoßzähne, die zu den längsten der Welt gehören. Für das Tier wird teilweise eine Schulterhöhe von 390 cm und ein Gewicht von 14 t rekonstruiert. Es ist bisher wenig untersucht, wie sich das Gewicht dieser massiven Stoßzähne, das vermutlich rund 137 kg betrug, auf die Nackenmuskulatur auswirkte und wie ihre Länge den Bewegungsspielraum der Tiere in den Wäldern beeinflusste. Beschrieben wurde die Art bereits im Jahr 1834 anhand eines Molaren aus Villanova d’Asti im Piemont. Neben ihrem vergleichsweise häufigen Auftreten im östlichen und südöstlichen Europa bilden die westlichsten Funde der Art einige Zähne aus dem östlichen Spanien. Im zentralen Europa ist sie nur selten nachgewiesen. Hervorzuheben sind zwei Skelette aus Kaltensundheim im südlichen und mehrere Zähne aus der Umgebung von Nordhausen im nördlichen Thüringen sowie die Reste aus dem bedeutenden pliozänen Teich von Willershausen in Niedersachsen. Erstere gehören mit einer Stellung im frühen Villafranchium und einem Alter von rund 2,6 Millionen Jahren zu den jüngsten Belegen.

### Aussterben
Die eurasische Linie von Mammut erlosch weitgehend im ausgehenden Pliozän und beginnenden Unteren Pleistozän wieder, womit auch die gesamte Gruppe der Mammutidae dort verschwand. In Nordamerika hielt sich die Gattung bis in das Obere Pleistozän und wurde durch Mammut pacificus und Mammut americanum repräsentiert. Die jüngsten Daten ersterer Art sind nicht ganz eindeutig, sie war aber noch in der Spätphase der letzten Kaltzeit in den Asphaltgruben von Rancho La Brea und im reichhaltigen Fundgebiet des Diamond Valley, beide in Kalifornien, präsent. Die lokale Faunengemeinschaft des Diamond Valley wird mittels der Radiokarbonmethode auf etwa 40.000 bis 16.000 Jahre vor heute datiert. Für Mammut americanum liegen die jüngsten Daten momentan bei 11.800 bis 11.200 Jahren vor heute. Sie wurden am „Overmyer-Mastodon“ im Fulton County in Indiana bestimmt. Das Tier verendete natürlich in einem Sumpf. Die Daten korrelieren mit der Kälteschwankung der Jüngeren Dryas der letzten Vereisungsphase. Das Verschwinden des Amerikanischen Mastodons und auch seiner Schwesterart fällt dabei zusammen mit der Quartären Aussterbewelle, die das Erlöschen zahlreicher größerer Säugetiere am Ende des Pleistozäns verursachte. Zudem geht es einher mit dem ersten Auftreten früher menschlicher Jäger-Sammler-Gruppen in Amerika, die den Kontinent vor möglicherweise rund 14.000 bis 15.500 Jahren erreichten. Ob hier ein ursächlicher Zusammenhang besteht, wird in der Wissenschaft vielfältig diskutiert. Der Aussterbeprozess war aber weniger akut, da das Amerikanische Mastodon bereits vor dem Eintreffen des Menschen erheblich an Lebensraum eingebüßt hatte. So erbrachte eine Untersuchung aus dem Jahr 2014, dass sich die Art spätestens vor 50.000 Jahren aus den nördlichen Teilen Nordamerikas zurückgezogen hatte. Dies liegt noch weit vor dem Einsetzen der Maximalvereisung vor etwa 20.000 Jahren, stimmt aber wiederum mit dem Vordringen kaltgeprägter Steppenlandschaften überein. Die Art verblieb daraufhin in der Folgezeit im zentralen und südlichen Teil Nordamerikas jenseits des großen Eisschildes. Inwiefern beim Aussterben der großen Rüsseltiere neben dem Menschen und klimatischen Faktoren auch gegenseitige Konkurrenz eine Rolle spielte, ist ebenfalls in Diskussion und wird zumindest für den nordamerikanischen Zweig von Cuvieronius angenommen.

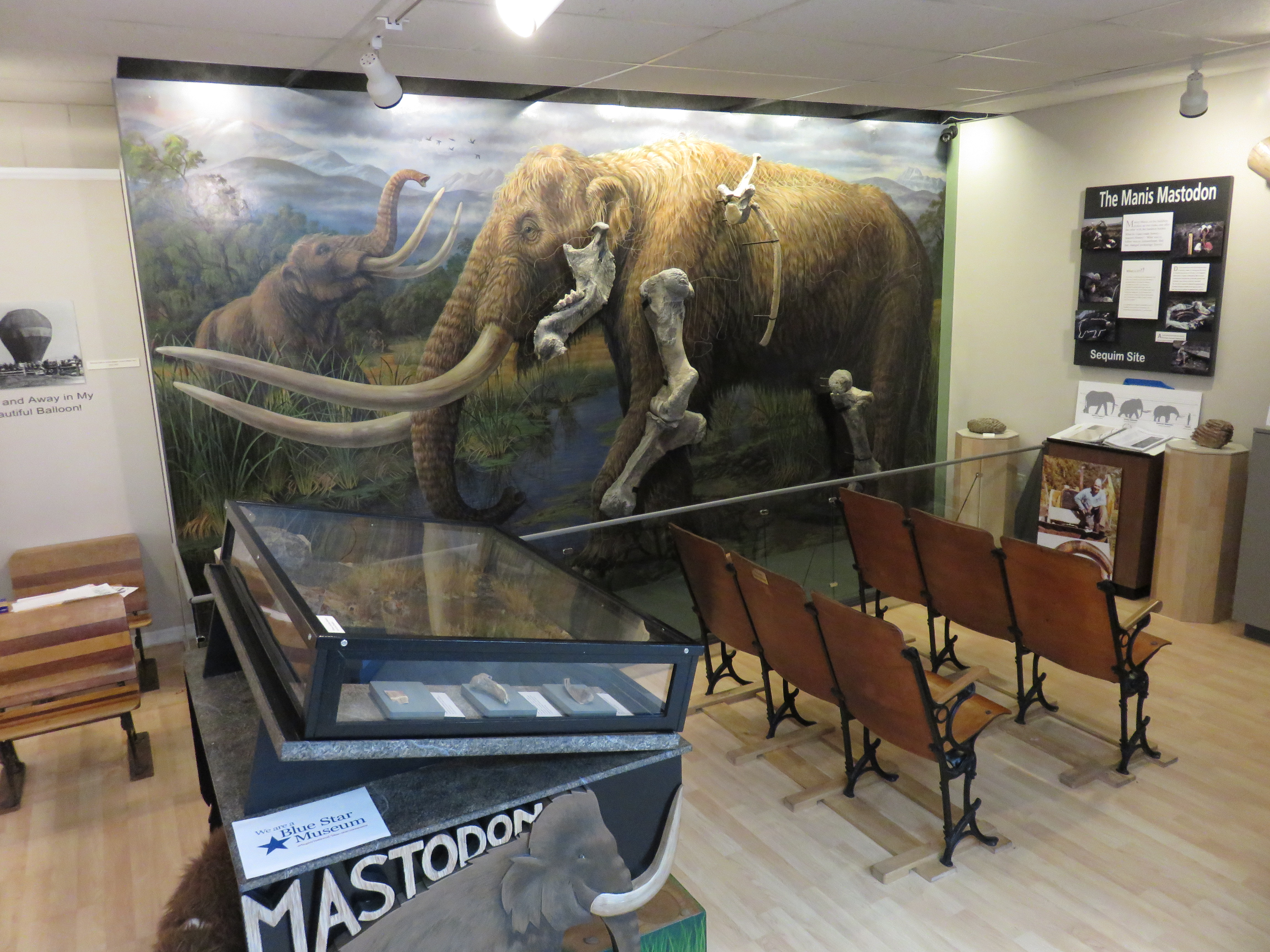
Das „Manis-Mastodon“ gilt häufig als früher Beleg der Jagd des Menschen auf das Amerikanische Mastodon; andere Wissenschaftler sehen dies kritischer

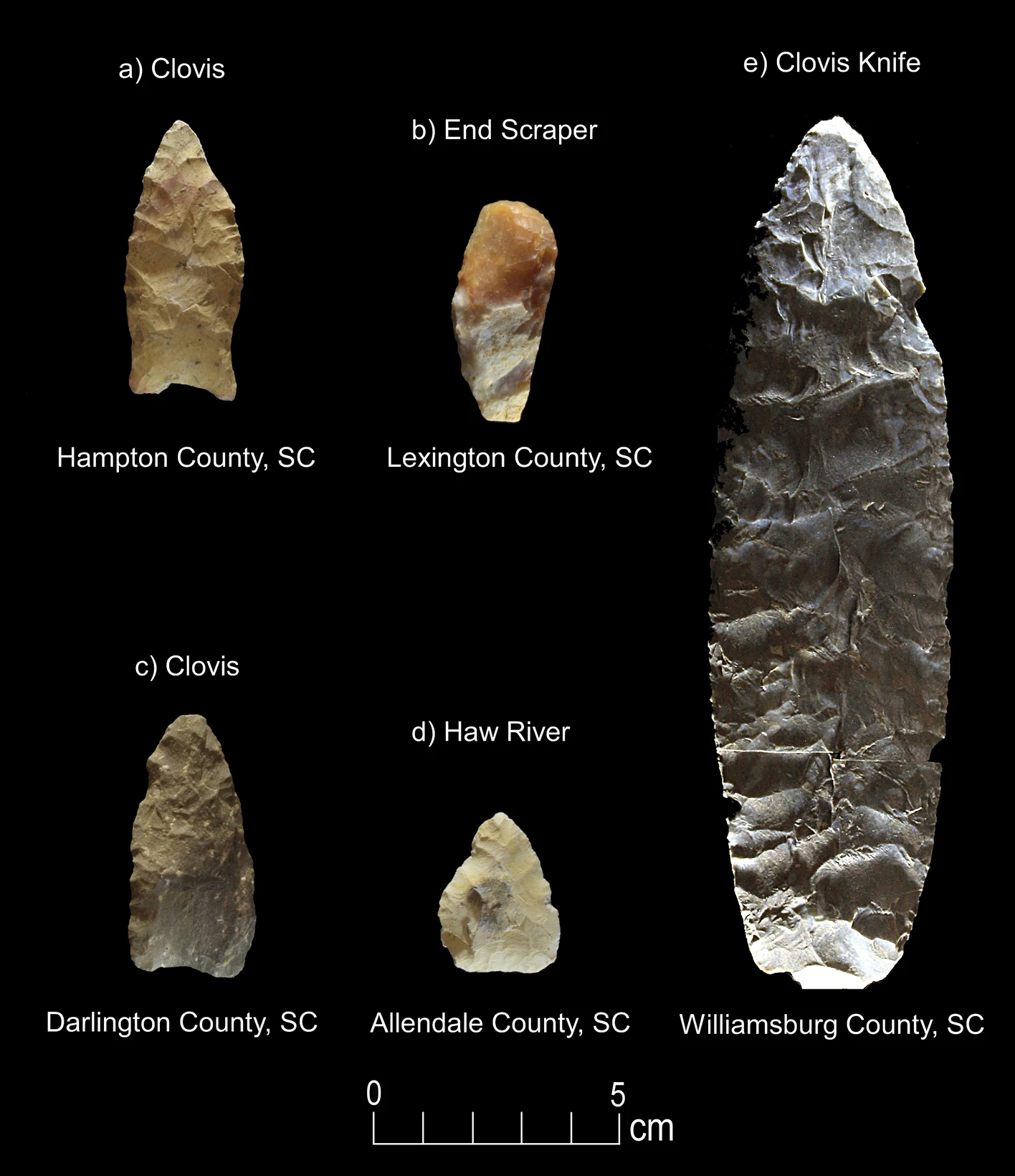
Steinartefakte der Clovis-Kultur mit Blutresten von Rüsseltieren

Die im ausgehenden Pleistozän im zentralen Nordamerika eintreffenden Menschen fanden eine reichhaltige Großsäugerfauna vor, die zum Teil als Basis ihrer Jagd fungierte. Als ein frühes Beispiel für Interaktionen zwischen Mensch und Amerikanischem Mastodon gilt häufig die Fundstelle Manis auf der Olympic-Halbinsel in Washington, wo in einer Rippe eines disartikulierten Skelettes des Rüsseltierverteters ein spitzes knöchernes Objekt steckte, das als Projektilspitze gedeutet wird. Der Fundplatz besitzt ein Alter von 13.800 Jahren vor heute, was zeitlich noch vor der Clovis-Kultur liegt. Andere Autoren sehen dies kritischer und sprechen der Fundstelle jegliche menschliche Beeinflussung ab. Vielmehr führen sie den Befund auf Rangkämpfe zwischen einzelnen Individuen zurück, zumal das spitze Objekt selbst von einem Amerikanischen Mastodon stammt. Aus der Clovis-Zeit, die als eine der ältesten Steingerätekulturen Nordamerikas angesehen wird, gibt es eine Vielzahl von sogenannten kill sites („Tötungsplätze“, auch „Schlachtplätze“) größerer Säugetiere. Dazu gehören auch verschiedene Rüsseltiere. Nach einer Erhebung aus dem Jahr 2003 sind Rüsseltiere an insgesamt 26 archäologischen Fundstellen der Clovis-Zeit vertreten. Die Gesamtanzahl der Tiere beläuft sich auf 91 Individuen, was auf eine erhebliche Jagd schließen ließ. Eine weitaus restriktivere Methode, angewendet im ungefähr gleichen Zeitraum, erbrachte aber dagegen nur 14 Fundstellen. Bezogen auf die zeitliche und räumliche Ausdehnung der Clovis-Kultur kann auch diese Zahl als noch vergleichsweise groß angesehen werden. Der weitaus umfangreichere Teil der Rüsseltiere entfällt in beiden Studien auf die verschiedenen nordamerikanischen Mammute wie das Präriemammut (Mammuthus columbi) und das Wollhaarmammut (Mammuthus primigenius); das Amerikanische Mastodon konnte bei letzterer Untersuchung an insgesamt zwei Fundstellen festgestellt werden. Eine der beiden und die bekannteste ist Kimmswick im östlichen Missouri. Dort wurden in der Umgebung eines Skelettes eines Amerikanischen Mastodons zwei Clovis-Spitzen aufgefunden, die die charakteristischen Projektilspitzen dieser Kulturgruppe darstellen. Bei der anderen handelt es sich um Pleasant Lake im Washtenaw County in Michigan. Das hier aufgefundene Skelett war zwar nicht mit Steinartefakten verbunden, die Knochen weisen jedoch Spuren auf, die an Polierungen und Schnittmarken erinnern. Die Analyse von Blutrückständen an Steinartefakten aus dem südöstlichen Verbreitungsgebiet der Clovis-Kultur ergab zumindest eine gewisse Nutzung von Rüsseltieren durch die Jäger und Sammler, wobei nicht zwischen der Gattung Mammut und den Vertretern der Mammute unterschieden werden konnte. Hinweise ergaben sich an insgesamt vier von 120 untersuchten Objekten (zuzüglich eines nicht genauer klassifizierbaren Stückes). Die Anzahl entspricht der, die auch für Hirsche und Pferde ermittelt werden konnte, ist aber um die Hälfte geringer als die für Hornträger, hier vermutlich große Wildrinder. In der nachfolgenden Zeit, die die Folsom-Kultur umfasst, sind kaum kill sites von Rüsseltieren bekannt; dort dominieren vor allem Bisons in der Jagdfauna. Unabhängig von der Frage, ob die Träger der Clovis-Kultur das Amerikanische Mastodon umfangreich bejagten oder nicht, zeigt zumindest das „Overmyer-Mastodon“ das Überleben der Art über diese Zeit hinaus an.

## Forschungsgeschichte

### Erstbeschreibung

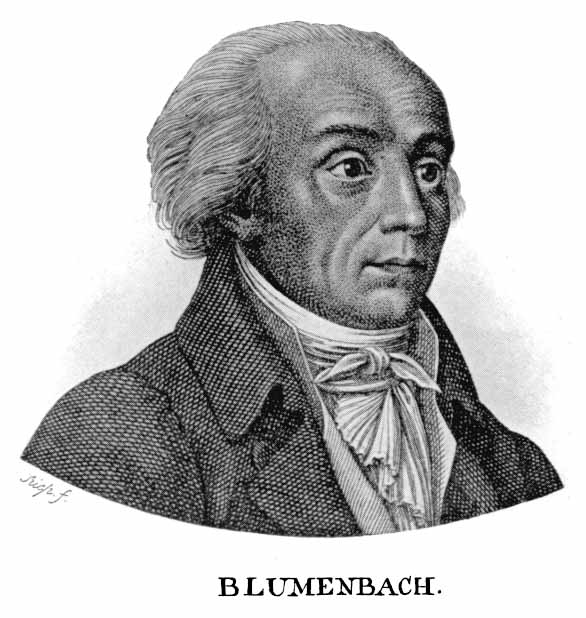
Johann Friedrich Blumenbach

Die Gattung Mammut gehört zu den forschungsgeschichtlich frühesten Rüsseltiervertretern, die einen wissenschaftlichen Namen erhielten. Bereits im Jahr 1792 hatte Robert Kerr das Amerikanische Mastodon mit Elephas americanus benannt, dessen Überreste am Ohio gefunden worden waren. Kerr stellte das Tier damit an die Seite des heutigen Asiatischen Elefanten (Elephas maximus), erwähnte aber die beim Amerikanischen Mastodonten auffallend abweichenden Backenzähne. Hinweise zu einem American elephant hatte er aus Thomas Pennants 1771 erschienenen Synopsis of Quadrupeds entnommen. Pennant seinerseits zitierte als Quelle der Informationen einen Aufsatz von William Hunter aus dem Jahr 1768. In diesem berichtete Hunter von Skelettfunden am Ohio und verglich sie mit ähnlichen Resten aus Sibirien, welche damals als Mammutknochen in der Gelehrtenwelt weit bekannt waren. In einer von ihm bereitgestellten Abbildung stellte er die Zähne moderner Elefanten den Funden vom Ohio gegenüber und hob die Unterschiede zwischen ihnen hervor, die sich vor allem in dem lamellierten Aufbau bei ersteren gegenüber dem höckerigen bei letzteren aufzeigten. Hunters Darstellung sowie die Fundlage am Ohio veranlasste im Jahr 1799 wiederum Johann Friedrich Blumenbach in seinem „Handbuch der Naturgeschichte“ das seiner Meinung nach „colossaische Land-Ungeheuer der Vorwelt“ mit Mammut ohioticum zu bezeichnen. Blumenbach erwähnte damit erstmals den Gattungsnamen Mammut, auch wenn Kerr mit Elephas americanus die Ehre der gültigen Artbenennung gebührt. In früheren Ausgaben seines Handbuches führte Blumenbach das Tier noch unter „Ohio-Incognito“, was er ebenfalls von Hunter übernommen hatte, und umschrieb es aufgrund der Zähne mit als „der vulgo so genannte fleischfressende Elephant“.

### MammutundMammuthus– zur Mammut-Problematik

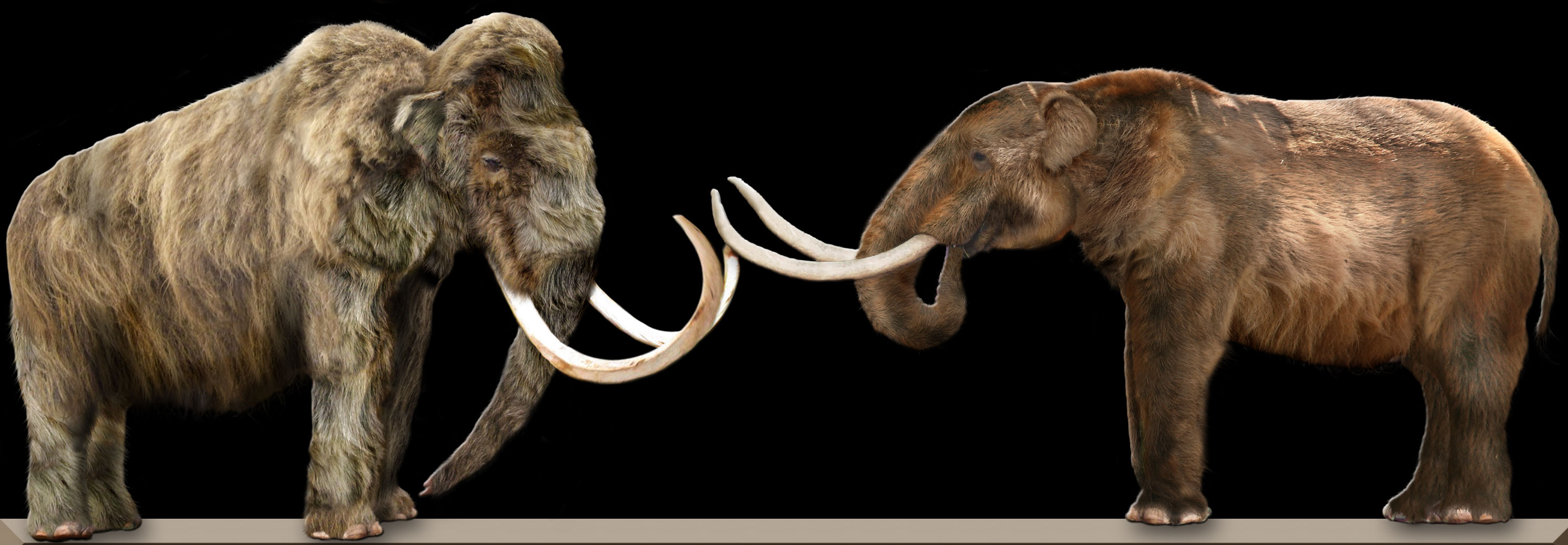
Rekonstruktion eines Mammuts (Mammuthus, links) und eines Mammutiden (Mammut, rechts)

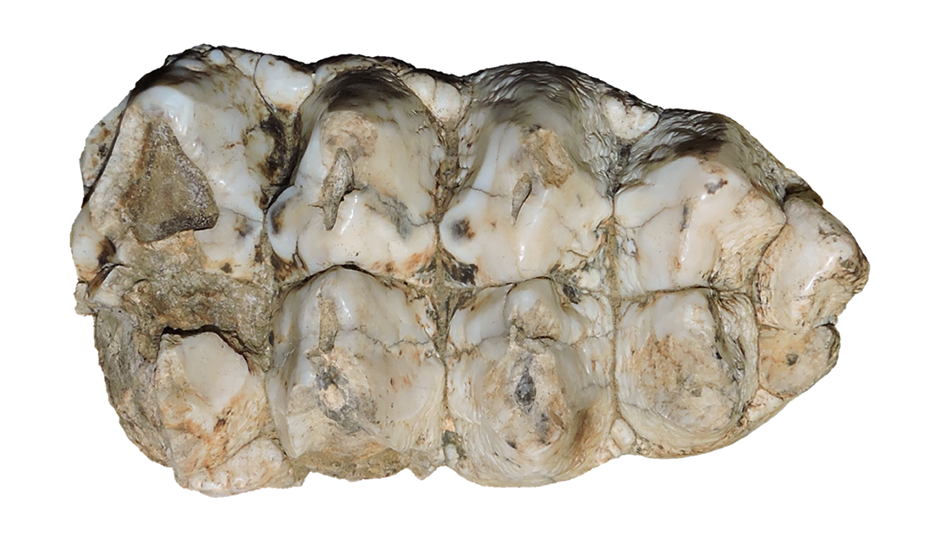
Backenzahn von Mammut

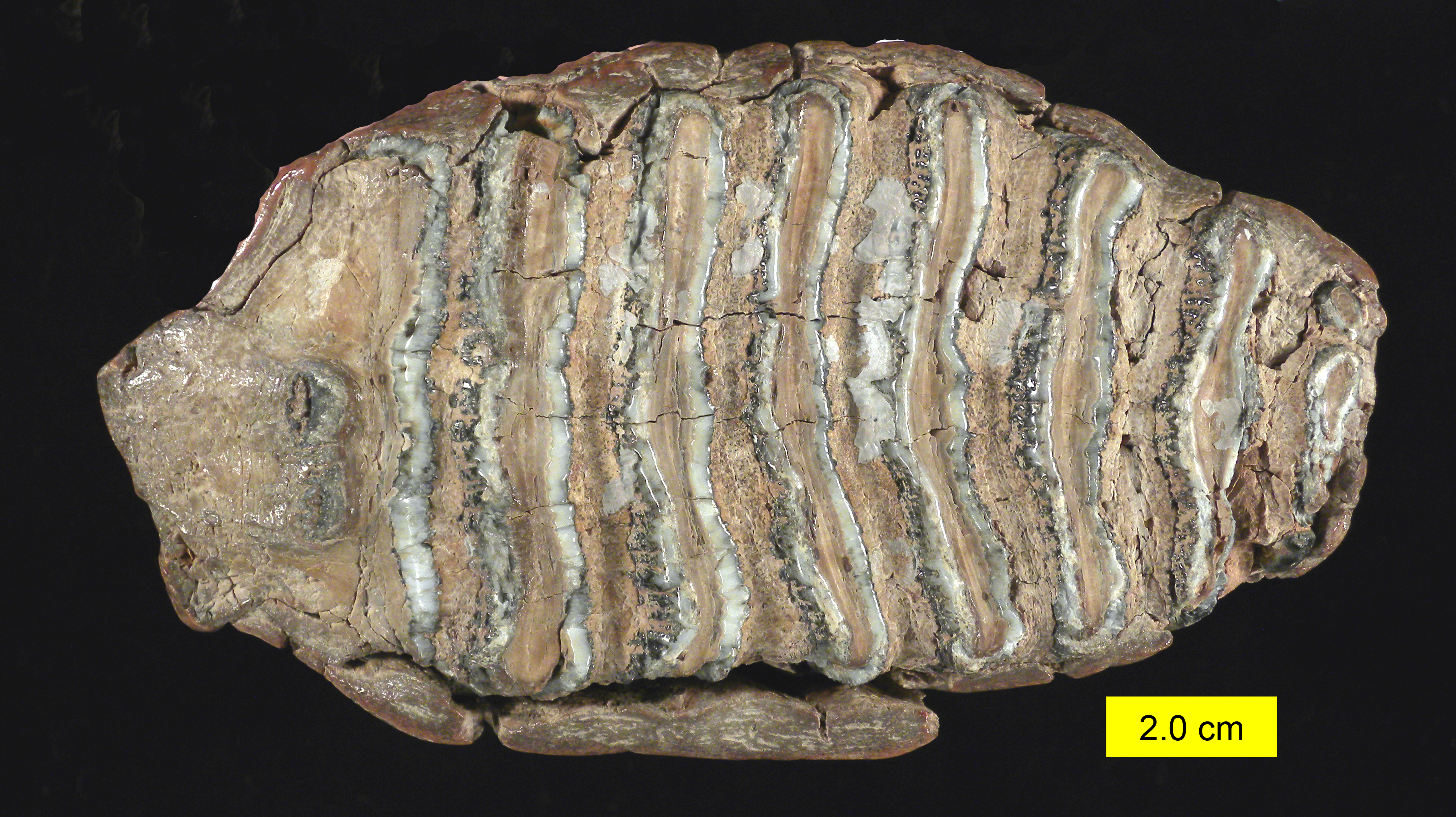
Backenzahn von Mammuthus

Die Bezeichnung „Mammut“ sollte sich folgend als wenig gebräuchlich und zudem als erheblich problematisch herausstellen, da damit nicht nur das Amerikanische Mastodon und seine unmittelbare Verwandtschaft gemeint war, sondern umgangssprachlich auch die Mammute diese tragen. Letztere stehen aber nicht in einer unmittelbaren Beziehung mit dem Amerikanischen Mastodon und anderen Mammutiden, sondern gehören in die Linie der Elefanten (Elephantidae). Das Wollhaarmammut (Mammuthus primigenius) war von Blumenbach in seinem Handbuch von 1799 mit dem Namen Elephas primigenius geführt worden. Die eigentliche Gattung Mammuthus prägte Joshua Brookes erst rund 29 Jahre später in einem Auktionskatalog für Fundstücke aus seinem eigenen Museum. Fossilien der Mammute waren schon länger sowohl aus Europa wie aus Sibirien bekannt. Von dort brachte möglicherweise Nicolaas Witsen die Bezeichnung Mammout nach Europa, da er sie im Jahr 1692 in seinem Reisebericht Noord en Oost Tartarye nutzte. Sie findet sich auch wenige Zeit später als Mammotovoi kost („Mammutknochen“) in Heinrich Wilhelm Ludolfs Grammatica russica wieder. Eine Bezeichnung Mamont ist zudem bei Peter Camper im Jahr 1784 verbürgt, doch geht aus seiner vollständig in Latein gehaltenen Schrift nicht hervor, ob er damit einen Mammutiden oder einen Elefanten aus der heutigen Gattung Mammuthus meinte.
Erstmals wissenschaftlich anerkannt wurde Mammut als Gattungsbezeichnung für das Amerikanische Mastodon von Oliver Perry Hay im Jahr 1904. Dem widersprach aber Henry Fairfield Osborn im Jahr 1936 in seiner umfangreichen Monographie The Proboscidea. Hierin versuchte er sprachhistorisch den Begriff Mammut mit den sibirischen Funden zu verknüpfen und damit eindeutig festzulegen. George Gaylord Simpson wies jedoch in seiner generellen Taxonomie der Säugetiere im Jahr 1945 darauf hin, dass Mammut im Sinne der Prioritätsregel der zoologischen Nomenklatur die erste eindeutige und damit gültige Gattungsbezeichnung für das Amerikanische Mastodon und seine unmittelbare Verwandtschaft ist. Er schrieb dazu: Many authoritites refuse to use †Mammut simply because they do not want to. I do not want to either but reluctantly set aside personal desires in favor of adherence to the accepted Rules („Viele Autoritäten weigern sich, †Mammut zu verwenden, einfach weil sie es nicht wollen. Ich möchte es auch nicht, schiebe aber widerwillig persönliche Wünsche zugunsten der Einhaltung der akzeptierten Regeln beiseite“). Die Herkunft des Wortes „Mammut“ ist nicht eindeutig. Häufig wird sie auf die Nenzische Sprache zurückgeführt, wo es „unter der Erde lebend“ oder „Bodengräber“ bedeuten soll, was sich wiederum auf die im Erdreich gefundenen Knochen bezieht. Andere Autoren dagegen versuchten es mit dem biblischen Ungeheuer Behemoth in Verbindung zu bringen, dessen Name arabischen oder hebräischen Ursprungs ist.

### Mastodon– eine Alternative setzt sich durch

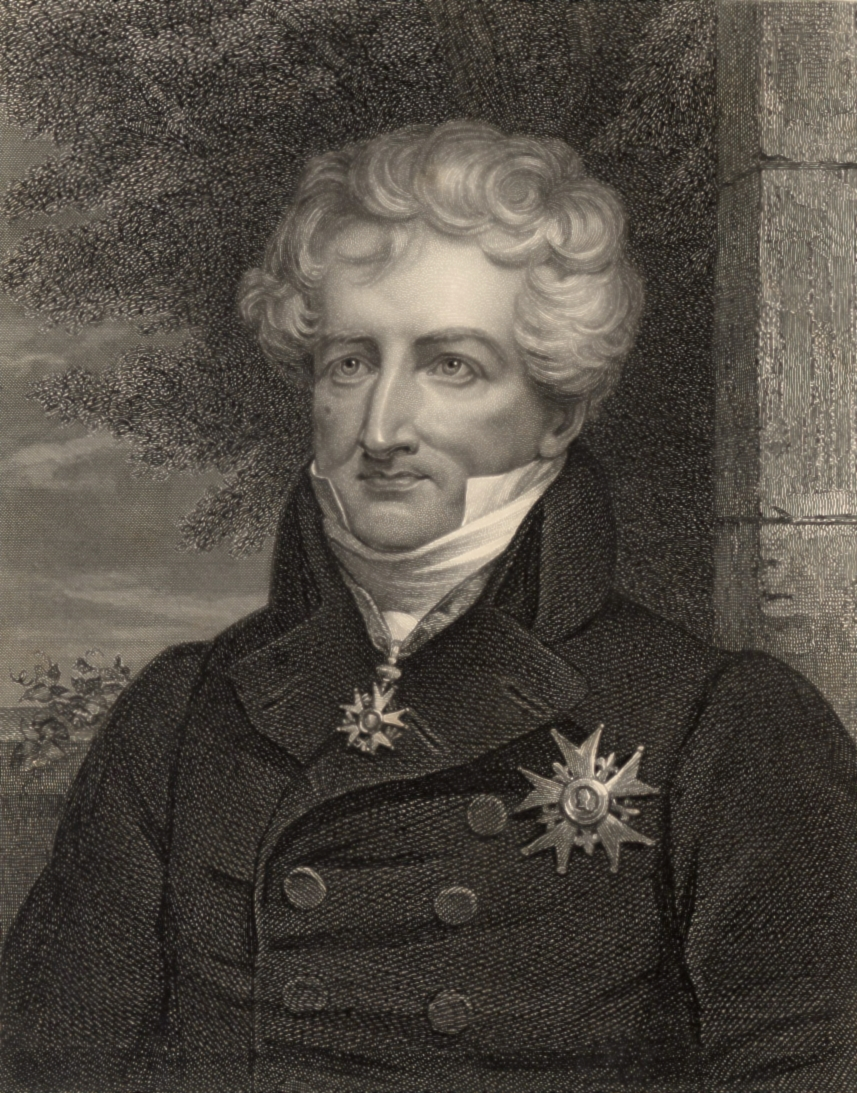
Georges Cuvier

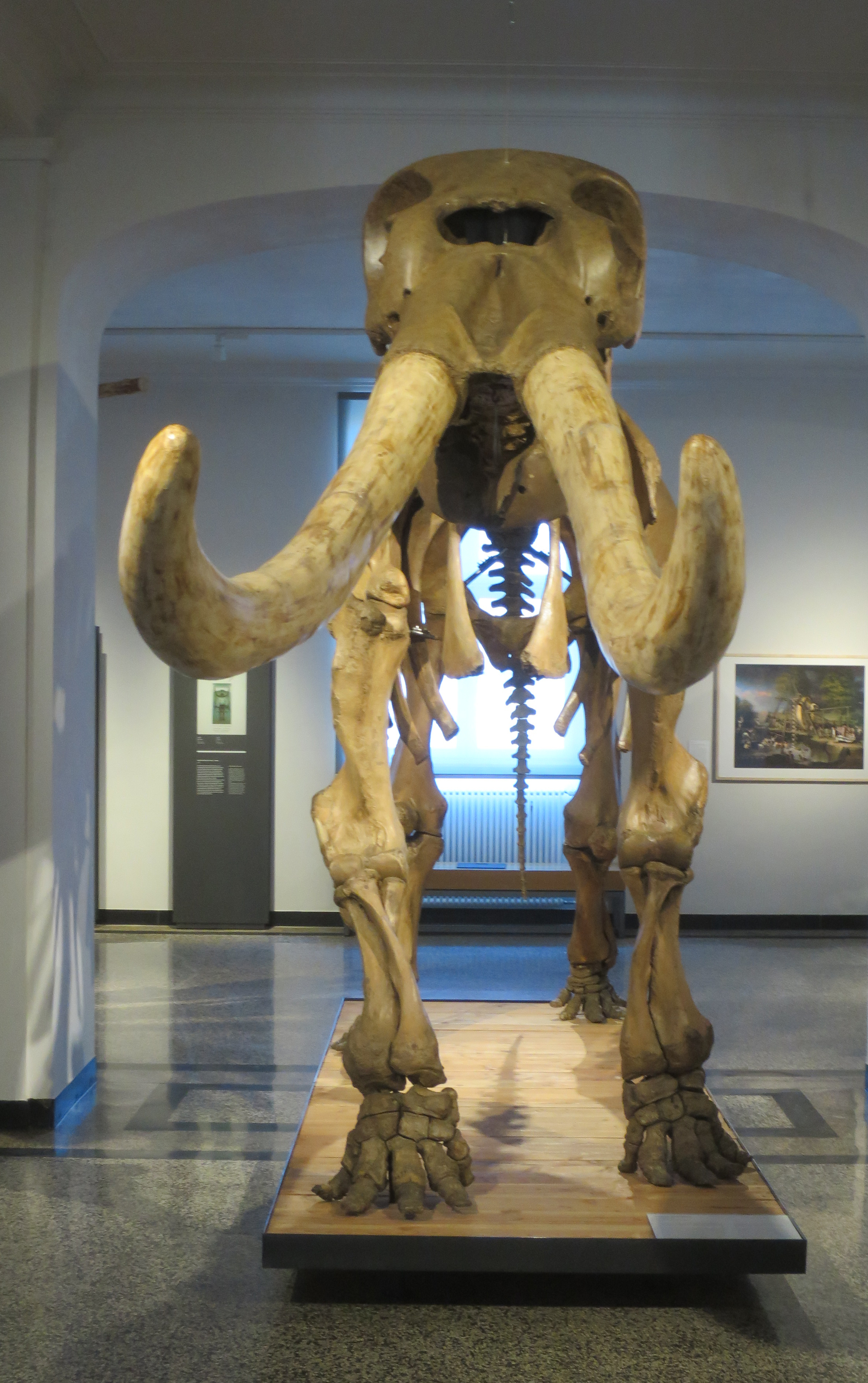
„Peale’s Mastodon“ im Hessischen Landesmuseum Darmstadt

Bevor sich in der ersten Hälfte des 20. Jahrhunderts der Gattungsname Mammut durchsetzte, war eine andere Bezeichnung weit verbreitet. Georges Cuvier veröffentlichte im Jahr 1806 eine Serie von Aufsätzen über rezente und fossile Rüsseltiere. Hierin erwähnte er erstmals den Begriff mastodonte, den er auf das Amerikanische Mastodon bezog, und lieferte eine umfangreiche Beschreibung der Skelettanatomie ab. In einem weiteren Aufsatz differenzierte Cuvier mehrere Formen, die er anhand der Zähne unterschied. Dadurch stellte er neben dem Mastodonte de l’Ohio oder le grand Mastodonte, also dem Amerikanischen Mastodon, auch ein schmalzähniges heraus, das er mit Mastodonte à dents ètroites bezeichnete. Zusätzlich gab er mehrere südamerikanische Formen an. Die eigentliche offizielle wissenschaftliche Benennung erfolgte aber elf Jahre später wiederum durch Cuvier. In einer umfangreichen Monographie benutzte er hierbei die latinisierte Gattungsbezeichnung Mastodon. Das Amerikanische Mastodon versah er dabei mit dem wissenschaftlichen Namen Mastodon giganteum, das schmalzähnige mit Mastodon angustidens. Den Namen Mastodon entlieh Cuvier der griechischen Sprache. Er setzt sich aus den Wörtern μαστός (mastos für „Brust“ oder „Mutterbrust“) und οδον (odon für „Zahn“) zusammen. Dies bezieht sich auf die buckelförmigen Höcker auf den Kauoberflächen der Zähne, die Cuvier an eine Frauenbrust oder an Zitzen erinnerten (dens mammelonnees).
Im weiteren Verlauf des 19. Jahrhunderts wurde Mastodon fast ausschließlich gebraucht. Charles Lucien Jules Laurent Bonaparte nahm die Gattungsbezeichnung als Basis, um im Jahr 1845 die übergeordnete Gruppe der Mastodontina einzuführen. Diese wiederum erweiterte Charles Frédéric Girard im Jahr 1852 zur Familie der Mastodontidae (wobei John Edward Gray bereits 1821 ein Taxon namens Mastodonadae auf Familienebene führte). Neben der höheren Taxonomie gaben die inzwischen zahlreichen beschriebenen Arten die Möglichkeit einer inneren Differenzierung der Gattung Mastodon. Dies erfolgte in der Regel am Zahnbau. Hugh Falconer unterschied so im Jahr 1857 eine trilophodonte (drei Querleisten auf den ersten beiden Molaren) von einer tetralophodonten (vier Querleisten auf den ersten beiden Molaren) Gruppe. Weiterhin einschneidend waren die Untersuchungen von Michael Vacek im Jahr 1877. In einem umfassenden Vergleich europäischer Funde setzte er eine zygolophodonte und eine bunolophodonte Gruppe voneinander ab. Erstere umfasste Arten mit typisch freien Querfurchen wie es bei den Mammutiden der Fall ist, letztere wiesen in den Querfurchen der Molaren häufig Sperrhöcker und -leisten auf, was unter anderem auf Mastodon angusitidens zutraf. Gegenüber der zygolophodonten Gruppe wies die bunolophodonte auch eine größere morphologische Variabilität auf. Falconers und vor allem Vaceks Analysen leiteten letztendlich die Auflösung der Gattung Mastodon ebenso wie der auf sie basierenden übergeordneten Gruppen ein, auch wenn sich der Prozess noch rund ein halbes Jahrhundert hinziehen sollte. Während Richard Lydekker im Jahr 1880 anhand zahlreicher Neufunde aus den Siwaliks in Südasien mehrere Untergruppen innerhalb von Mastodon separierte, ging Edward Drinker Cope vier Jahre später weiter und teilte die Gattung in mehrere auf. In Mastodon verblieben hier weitgehend die zygolophodonten Formen.
Anfang des 20. Jahrhunderts beschäftigte sich Henry Fairfield Osborn intensiv mit den Rüsseltieren. Er publizierte ab den 1920er Jahren zahlreiche Aufsätze und brachte im Jahr 1936 mit The Proboscidea das bis dato umfangreichste Werk zu den Rüsseltieren heraus. In seinem Gesamtwerk gliederte Osborn die Gattung Mastodon weiter auf, behielt den Gattungsnamen aber für die „klassische“ Gruppe um das Amerikanische Mastodon bei. Zudem schuf er bereits 1921 mit den Mastodontoidea eine übergeordnete Gruppe, innerhalb derer er alle zygolophodonten und bunolophodonten Formen vereinte und sie von den Elefanten und älteren Rüsseltiergruppen absetzte. Als eigentlichen Stamm der Mastodonten sah Osborn die zygolophodonte Gruppe an, für die er die Mastodontinae (nach seiner Auffassung die „Echten Mastodonten“) und die Zygolophodontinae aushielt. Den bunolophodonten Stamm gruppierte er weitgehend in die Bunomastodontidae, teilte diese aber wiederum in zahlreiche Untereinheiten auf. Die Benennung der einzelnen Gruppen und teilweise auch der Gattungen erfolgte dabei nach einer eigenständigen Vorgehensweise, die nicht konform mit den Regeln der zoologischen Nomenklatur ging. Dies stieß schon Anfang der 1920er Jahre auf Kritik, etwa durch Oliver Perry Hay, wurde aber vor allem im Nachklang des Werkes The Proboscidea evident. George Gaylord Simpson sah sich daher veranlasst, im Jahr 1945 Osborns Nomenklatur zu übertragen. Er rehabilitierte dabei die Gattung Mammut gemäß der Prioritätsregel und löste somit die Gattung Mastodon letztendlich vollständig auf. Darüber hinaus ersetzte er auch die gesamte Gruppe der Mastodontidae (also die Mastodontinae und die Zygolophodontinae) durch die Mammutidae, ein Vorschlag seitens Hay bei seiner Kritik an Osborn, und zerschlug überdies die Mastodontoidea als übergeordnete Einheit. Die Bunomastodontidae führte Simpson hingegen in die Gomphotherien über.
Aus heutiger Sicht bildeten weder die Gattung Mastodon noch die übergeordnete Einheit der Mastodonten eine in sich geschlossene Verwandtschaftsgruppe. Vielmehr repräsentierten die darin eingeschlossene Arten unterschiedliche Entwicklungslinien. Die zygolophodonten Formen stellen die Mammutiden dar. Sie können nach heutigen phylogenetischen Auffassungen als ein Seitenzweig der Rüsseltierevolution aufgefasst werden, der vor rund 11.000 Jahren ausstarb. Die bunolophodonten Vertreter umfassen dem gegenüber einen größeren Teil der Gomphotherien und einige modernere Angehörige. Sie stellen wahrscheinlich die Basis für die Entwicklung zu den Elefanten dar.

### Sonstiges
Mit seiner Re-Etablierung von Mammut verwies Simpson 1945 die Gattung als einziges Mitglied zu den Mammutidae und vereinte in ihr zusätzlich Zygolophodon. Dieses war wiederum von Michael Vacek 1877 aufgestellt worden und enthielt unter anderem Mammut borsoni. Spätere Autoren gliederten Zygolophodon wieder aus, allerdings wird diskutiert, wie umfassend die Gattung ist. Ein weiteres Synonym bildet Pliomastodon, das im Jahr 1926 von Osborn anhand der Form Mammut matthewi eingeführt worden war. Darüber hinaus wurden im Laufe der Forschungsgeschichte weitere Gattungsbezeichnungen gebildet, die heute als synonym zu Mammut aufzufassen sind. Erwähnt werden soll hier Leviathan, das sich auf das gleichnamige Ungeheuer bezieht. Aufgestellt wurde die Gattung von Albert Carl Koch anhand eines nahezu vollständigen Skelettes eines Amerikanischen Mastodons vom Osage River im Benton County des US-Bundesstaates Missouri. Vier Jahre später benannte Koch die Gattung in Missourium um.